# Tapolczai János
Tapolczai János (Sopron, 1939. április 9. – Sopron, 2022. augusztus 17.) magyar nemzeti labdarúgó-játékvezető.

## Pályafutása

### Labdarúgóként
Labdarúgóként a helyi Soproni Vasút SE-ben és a Textilesben nevelkedett, egészen a megyei ifjúsági válogatottságig vitte. Egy súlyos térdsérülés vetett véget a labdarúgó-pályafutásának, ami után játékvezetőként tért vissza a futballpályára.

### Labdarúgó-játékvezetőként

#### Nemzeti játékvezetés
A játékvezetői vizsgát 1963 decemberében tette le, 1967-ben az országos, az NB II-es játékvezetői keretbe sorolták. 1969-1971 között NB I/B, 1971-1981 között – változó besorolással – a legfelső szintű labdarúgó-bajnokság, az NB I játékvezetője lehetett. 1971-ben ő volt az NB I legfiatalabb – 32 éves – játékvezetője, a Pécs–Videoton (1:0) bajnoki mérkőzésen debütált az élvonalban. 1971-ben Magyarországon ő alkalmazta először a sárga lapot, a Honvéd–Komló bajnoki forduló nyitómérkőzésének 70. percében Szűcs Lajos válogatott hátvédnek mutatta fel. Az ő tevékenységéhez kapcsolódik a leggyorsabban adott sárga lap is, a Ferencváros–SZEOL találkozó harmincadik másodpercében mutatta fel a szegedi Virágnak. Az országos élvonalbeli játékvezetéstől 1981-ben, a Haladás–Volán SC (3:0) bajnoki találkozó levezetésével búcsúzott. 1981-1983 között a második osztályban tevékenykedve búcsúzott az aktív nemzeti játékvezetéstől. Első ligás mérkőzéseinek száma: 25

#### Nemzetközi játékvezetés
A hazaiak mellett több nemzetközi mérkőzésen is közreműködött. Megfordult Kassán, Zágrábban, Prágában, Szalonikiben, Bukarestben több találkozón tevékenykedett Pozsonyban. Több UEFA-kupa és nemzetközi válogatott mérkőzésen partbíróként segítette a játékvezetők munkáját. A Románia–Finnország világbajnoki selejtezőn, a Jugoszlávia–Olaszország jubileumi barátságos mérkőzésen, a Csehszlovákia–Szovjetunió válogatott mérkőzésen Kassán, valamint a Csehszlovákia–Románia válogatott mérkőzésen Prágában.

## Sportvezetői pályafutása
1970-1997 között a soproni Játékvezető Bizottság titkára, elnökhelyettese és oktatási bizottság vezetője